# Монарх сивоголовий
Монарх сивоголовий (Erythrocercus livingstonei) — вид горобцеподібних птахів родини Erythrocercidae.

## Поширення
Вид поширений на південному сході Африки. Трапляється від прикордонної зони між Замбією, Ботсваною та Зімбабве вздовж річки Замбезі до Мозамбіку, звідси на південь уздовж прибережної смуги до бухти Мапуту і на північ до південних берегів озера Малаві та до Дар-ес-Салама в Танзанії. Далі на північ його змінює подібний вид монарх цитриновий (Erythrocercus holochlorus).

## Опис
Дрібні птахи, завдовжки 10-12 см. Тіло масивне, але струнке на вигляд, з великою округлою головою, тонким дзьобом, маленькими і заокругленими крилами, міцними і відносно довгими ногами і довгим хвостом. В основі дзьоба ниткоподібні пір'їни утворюють вібриси.
Спина та крила оливкового забарвлення, лише махові пера чорні. Лице, горло, груди та черево жовтого кольору. Верх голови сіри й з жовтим відтінком. Хвіст червонувато-коричневий з чорним кінчиком.

## Спосіб життя
Птах живе у тропічних мангрових та галерейних лісах. Трапляється невеликими сімейними групами. Живиться комахами та їхніми личинками, павуками, іншими дрібними безхребетними. Сезон розмноження триває з грудня по березень. Самиця будує кулясте гніздо з листя та рослинних волокон на гілках дерев. Про пташенят піклуються обидвоє батьків.